# 邁丹 (古西亞京區)
49°5′30″N 25°48′42″E / 49.09167°N 25.81167°E
邁丹（烏克蘭語：Майдан）是位於烏克蘭西部特諾皮爾州裏喬爾特基夫區的村莊，距離圖多里夫1.5公里，始建於1584年，面積1.86平方公里，2001年人口310。